# Cyrtolabulus striaticlypeus
Cyrtolabulus striaticlypeus är en stekelart som beskrevs av Gusenleitner. Cyrtolabulus striaticlypeus ingår i släktet Cyrtolabulus och familjen Eumenidae. Inga underarter finns listade i Catalogue of Life.